# Mesotype virgata
Mesotype virgata är en fjärilsart som beskrevs av Hüfnagel 1767. Mesotype virgata ingår i släktet Mesotype och familjen mätare. Inga underarter finns listade i Catalogue of Life.